# Lindenanlage (Neuenstadt am Kocher)

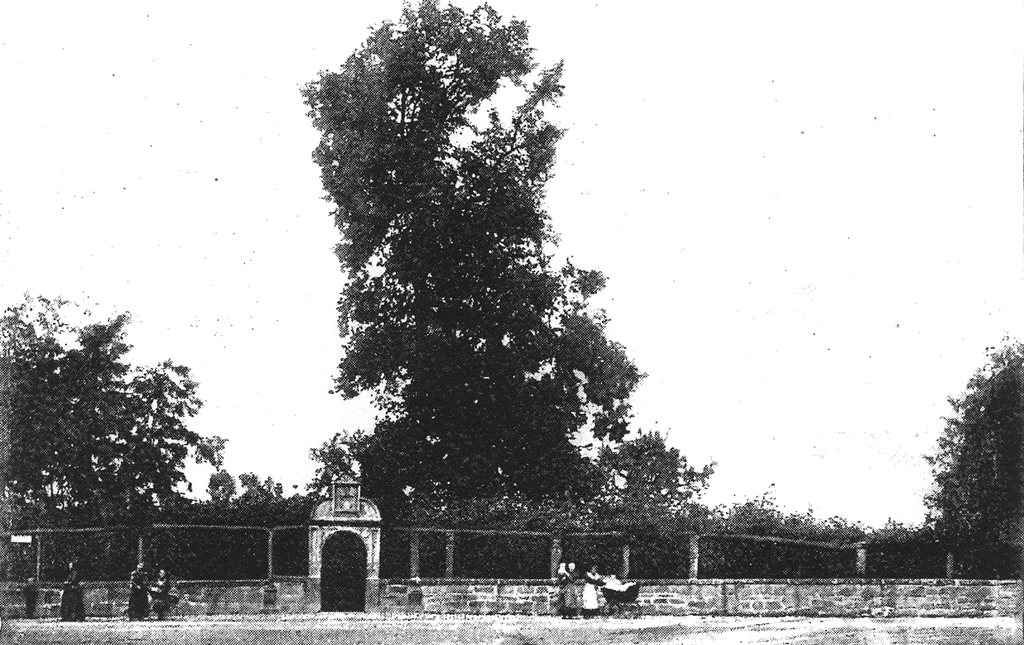
Die Lindenanlage in Neuenstadt am Kocher (1907)

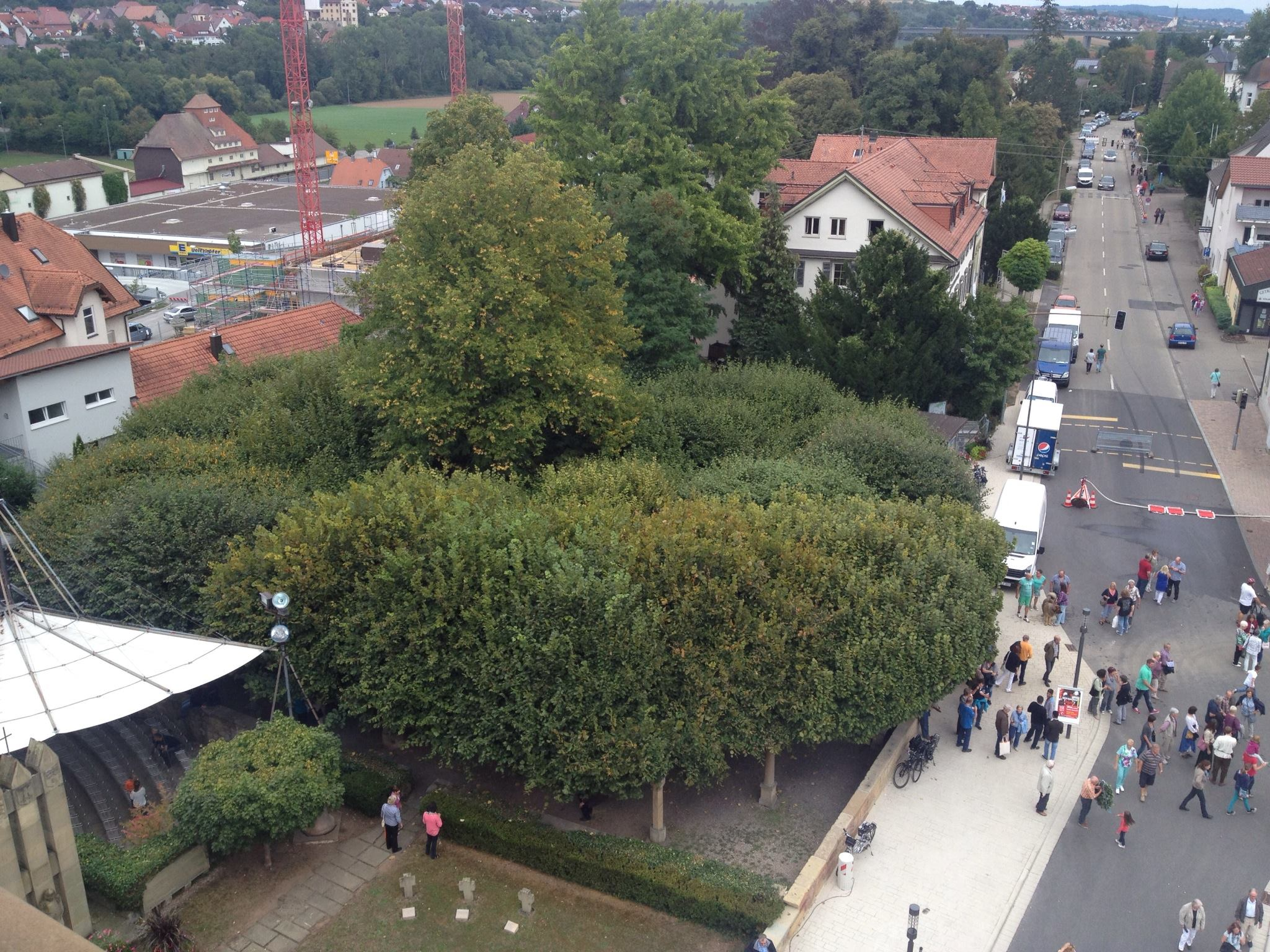
Die Lindenanlage vom Oberen Torturm aus betrachtet

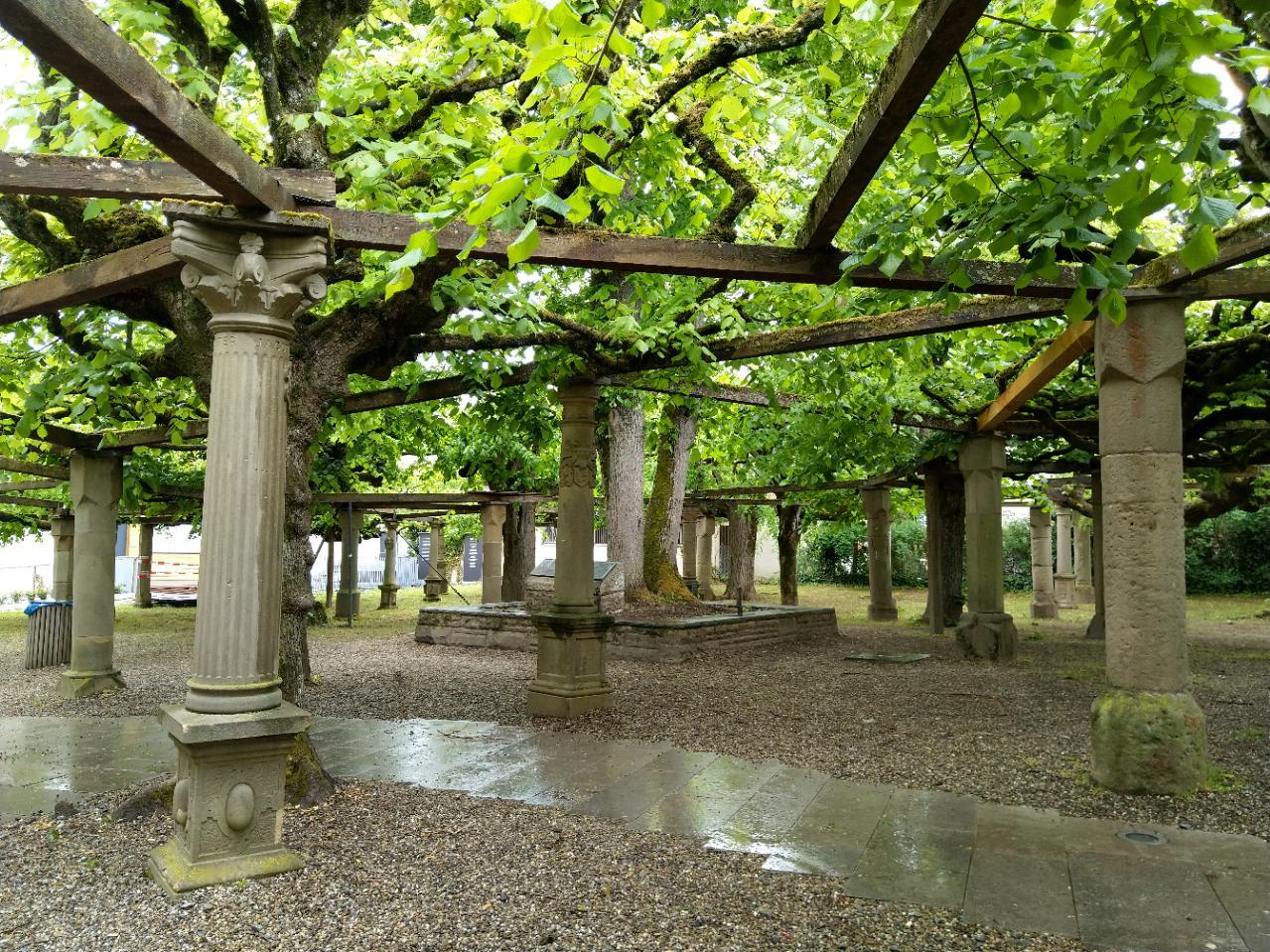
Blick in die Lindenanlage

Die Lindenanlage beim Schloss von Neuenstadt am Kocher im Landkreis Heilbronn im nördlichen Baden-Württemberg ist eine historische Grünanlage vor dem Oberen Torturm, in der sich bis April 1945 eine alte, angeblich tausendjährige Linde befand, die Neuenstadt den Beinamen an der Linde gab. Die alte Linde wurde gegen Ende des Zweiten Weltkriegs zerstört, doch ist die Anlage immer noch von den Ästen des jüngeren Baumbestandes überdeckt, die auf einer von verzierten Steinsäulen getragenen Stützkonstruktion ruhen.

## Geschichte
Man nimmt an, dass die Linde eine alte Gerichtslinde war. In einer Urkunde von 1448 schreibt ein Schöntaler Abt: acta sunt haec sub arbore Tilia extra muros Novae civitatis iuxta fluvium dictum Kocher sita. Dieser Linde wurden zum Tragen der Äste Steinsäulen eingerichtet, welche Adlige und Bürger seit dem Mittelalter gestiftet haben. Sie zeigen Stifterwappen, darunter solche der Herrenhäuser Ehrenberg, Berlichingen und Gemmingen. Der Reim Zu Neuenstadt eine Linde stat, die 67 Säulen hat war bereits im 16. Jahrhundert bekannt. Die Ummauerung der Anlage geht auf das Jahr 1558 zurück und wurde von Herzog Christoph von Württemberg veranlasst, dessen Name und Wappen in das rundbogige Eingangsportal der Anlage eingemeißelt ist. Links des Portals befindet sich eine steinerne Inschrift, die unter Androhung des Handabhackens vor Beschädigungen der Anlage warnt: Dise Lind stedt in Gottes Handt, welcher do nein ged der ein Seul krizt oder schreibt oder ein Unf[ug] der hot ein Hand verlorn.
Im Jahr 1606 beschrieb der Neuenstadter Schulmeister Jakob Frischlin den Baum als so breit und dick, dergleichen keiner in ganz Europa zu finden ist, welches Aest herumliegen auf 160 Säulen. Ist mancher Ast so dick als etwa ein großer Baum. Hat jeder Ast bis zum Stamm 30 Schritt und ist der Stamm 30 Ellen dick.
Im frühen 20. Jahrhundert war von einstmals drei Gipfelästen der Linde nur noch einer erhalten. Der Stamm hatte in Bodennähe einen Umfang von 15 Metern. Die seitlich auslaufenden Äste waren schon sehr geschädigt, teilweise verfault, teilweise mit Materialien zur Stabilisierung ausgemauert. Der Baum wurde in einer Veröffentlichung des Heilbronner Verkehrs-Vereins von 1917 bereits als ehrwürdige Ruine bezeichnet. Zu jener Zeit waren schon junge Bäume zur Ergänzung des licht gewordenen Blätterdaches der Anlage nachgezogen worden.
Bei Kämpfen gegen Ende des Zweiten Weltkrieges wurden die Halteseile der alten Linde beschädigt; sie fiel danach einem Gewittersturm zum Opfer. Die jüngeren Linden und Steinsäulen mit schmuckvollen Wappen blieben als beeindruckender Laubengang erhalten. Die historischen Steinsäulen wurden 1962 bis 1981 renoviert. Anstelle der alten Linde im Mittelpunkt der Anlage wurde eine neue Linde gepflanzt.